# Jozef Hraška (1938)
Jozef Hraška (* 5. března 1938) je bývalý slovenský fotbalový útočník, trenér a činovník (funkcionář). Žije v šamorínské městské části Mliečno.

## Život
Dětství prožil v Mliečně, střední školu absolvoval v Bratislavě a po ukončení studia se stal vrcholovým sportovcem. Začátkem 70. let se vrátil do Mliečna, aktivně se zapojil do sportovního života obce jako fotbalista, trenér a dlouhá léta byl také předsedou tělovýchovné jednoty a členem vedení klubu. V březnu 2019 byl výborem městské části Mliečno navržen na udělení zvláštní ceny města Šamorín.

## Hráčská kariéra
V československé lize hrál za Tatran Prešov ve dvou utkáních, aniž by skóroval (27.03.1960–03.04.1960).

### Prvoligová bilance
| Ročník             | Zápasy | Góly | Minuty | Klub          |
| ------------------ | ------ | ---- | ------ | ------------- |
| I. liga 1959/60    | 2      | 0    | 54     | Tatran Prešov |
| CELKEM I. ČS. LIGA | 2      | 0    | 54     |               |

## Trenérská a funkcionářská kariéra
Po skončení hráčské kariéry se stal trenérem. Dlouhá léta byl také předsedou TJ Mliečno a členem vedení klubu.